# Les Hommes de la forêt 21
Pour plus de détails, voir Fiche technique et Distribution.
Les Hommes de la forêt 21 est un documentaire français réalisé par Julien Samani, sorti en 2008.

## Synopsis
Le travail quotidien, dans la forêt gabonaise, d'un maître abatteur d'arbres géants et de son élève.

## Fiche technique
- Titre : Les Hommes de la forêt 21
- Réalisation : Julien Samani
- Scénario : Julien Samani
- Photographie : Julien Samani
- Son : Julien Samani
- Montage : Fabrice Rouaud
- Société de production : Les Films d'ici
- Pays d’origine :  France
- Genre : documentaire

- Durée : 52 minutes
- Date de sortie : France, 24 avril 2008

## Distinctions
- 2008 : Prix du jury Regards neufs au festival Visions du réel[1]